# Chrysobothris guadeloupensis
Chrysobothris guadeloupensis es una especie de escarabajo del género Chrysobothris, familia Buprestidae. Fue descrita científicamente por Descarpentries en 1981.